# Sinceramente (livro)
Sinceramente é o primeiro livro escrito por Cristina Fernández de Kirchner, senadora e ex-presidente da Argentina. Lançado em abril de 2019, o livro de tornou um bestseller e foi visto como uma indicação de que Kirchner seria novamente candidata a presidente.

## Conteúdo e lançamento
A redação do texto, organizada em dez capítulos e um epílogo, levou cerca de um ano, e as entregas foram feitas em pen drives a fim de evitar uma espionagem. De surpresa, Kirchner anunciou a publicação do livro em 23 de abril de 2019 em sua conta no Twitter, afirmando: "não é autobiográfico nem é uma enumeração de conquistas pessoais ou políticas, é um olhar e uma reflexão retrospectiva para desvendar alguns fatos e capítulos da história recente e como eles impactaram a vida dos argentinos e também a minha."
Na contracapa, a autora indica sobre seu trabalho: "Eles fizeram e continuam a fazer todo o possível para me destruir. Pensaram que acabariam me derrubando. É claro que não me conhecem. É por isso que lhe ofereço um olhar e uma reflexão retrospectiva para desvendar alguns fatos e capítulos da história recente. Hoje que o país está em completo declínio político, econômico, social e cultural, espero que lendo estas páginas possamos pensar e discutir sem ódio, sem mentiras e sem queixas. Estou convencida de que é a única maneira de voltar a ter sonhos, uma vida melhor e um país que abrigue todos e todas."
Em 9 de maio, Kirchner apresentou o livro na Feira Internacional do Livro de Buenos Aires. A apresentação, transmitida ao vivo por todos os canais de notícias da televisão, alcançou 36 pontos de audiência, um recorde.

## Repercussão
Lançado meses antes das eleições gerais, o lançamento de Sinceramente foi considerado por alguns analistas políticos como o primeiro sinal de que Kirchner voltaria a disputar a presidência. De acordo com a BBC, "Mais do que reunir suas memórias, Sinceramente é um compêndio de opiniões e reflexões políticas sobre seus governos, a Argentina e a situação atual. É um livro de campanha."
Embora tenha sido lançado em 26 de abril, o livro começou a ser vendido em bibliotecas de Buenos Aires no dia anterior e esgotou quase imediatamente. Sinceramente foi considerado "o fenômeno editorial do ano", com 60 mil exemplares da primeira edição sendo vendidos no primeiro dia. Em 9 de maio, chegou a 300 mil cópias vendidas.